# Bernfried Nugel
Bernfried Nugel (* 13. September 1940 in Breslau) ist ein deutscher Anglist und Hochschullehrer.

## Leben und Wirken
Nach seiner Reifeprüfung 1960 in Bielefeld studierte Bernfried Nugel Anglistik, Klassische Philologie, Philosophie und Pädagogik an der Universität Münster und der University of Durham. 1965 legte er in Münster das erste Staatsexamen für den höheren Schuldienst ab. Das zweite Staatsexamen und seine Promotion bei dem Anglisten Bernhard Fabian folgten 1969. Anschließend war er als wissenschaftlicher Assistent in Münster tätig und habilitierte sich dort 1977. Zunächst lehrte er an dieser Universität als Privatdozent, von 1982 bis 2005 dann als Professor auf Lebenszeit.
Neben Veröffentlichungen über Literaturtheorie und -kritik beschäftigt sich Nugel vor allem auch mit dem Werk von Aldous Huxley. Er war 1998 Initiator zur Gründung einer Aldous-Huxley-Gesellschaft und ist Mitherausgeber als Aldous Huxley Annual.

## Veröffentlichungen (Auswahl)
- A New English Horace. Die Übersetzungen der horazischen Ars Poetica in der Restaurationszeit (= Linguistica et litteraria. Bd. 11). Athenäum-Verlag, Frankfurt am Main 1971 (= Dissertation Universität Münster).
- Richard Hurds Neuansatz in der Kommentierung der horazischen 'Ars Poetica'. In: Anglia, Bd. 95 (1977), S. 379–403.
- Architekturmetaphern und Gesamtplankonzeption in der englischen Literaturkritik des 17. Jahrhunderts. In: Zeitschrift für Literaturwissenschaft und Linguistik. Bd. 8, H. 30–31, 1978, S. 48–70.
- The Just Design. Studien zu architektonischen Vorstellungsweisen in der neoklassischen Literaturtheorie am Beispiel Englands (= Komparatistische Studien. Bd. 11). de Gruyter, Berlin 1980, ISBN 3-11-007859-7 (= Habilitationsschrift Universität Münster).
- mit Jack Stevenson (Hrsg.): Twelve stories by Wolfdietrich Schnurre. Bell and Hyman, London 1982, ISBN 0-7135-1247-4.
- (Hrsg.): Henry Bellamy / Iphis (? acted 1621–1633) (= Renaissance Latin drama in England. Bd. 10). Olms, Hildesheim 1982, ISBN 3-487-07210-6.
- Zur Konstituierung des Strukturbegriffs  in der englischen Literaturtheorie des 16. bis 18. Jahrhunderts. In: Bernfried Nugel (Hrsg.): Englische Literaturtheorie von Sidney bis Johnson (= Wege der Forschung. Bd. 578). Wissenschaftliche Buchgesellschaft, Darmstadt 1984, ISBN 3-534-08331-8, S. 421–441.
- Coleridge and the 'Ordonnance of Poetic Composition'. In: Ulrich Horstmann, Wolfgang Zach (Hrsg.): Kunstgriffe. Auskünfte zur Reichweite von Literaturtheorie und Literaturkritik. Festschrift für Herbert Mainusch. Lang, Frankfurt am Main 1989, ISBN 3-631-40723-8, S. 252–266.
- (Hrsg.): Now more than ever. Proceedings of the Aldous Huxley Centenary Symposium, Münster 1994. Lang, Frankfurt am Main 1995, ISBN 3-631-47917-4.
- Aldous Huxley’s concept of „Human Potentialities“. In: Eva Oppermann (Hrsg.): Literatur und Lebenskunst. Festschrift für Gerd Rohmann zum 65. Geburtstag. University Press, Kassel 2006, ISBN 3-89958-167-9, S. 146–156.
- (Hrsg.): Aldous Huxley, man of letters: Thinker, critic, and artist. Proceedings of the Third International Aldous Huxley Symposium, Riga 2004 (= Human potentialities. Bd. 9). LIT, Münster 2007, ISBN 978-3-8258-9034-6.

Festschrift
- Peter E. Firchow, Hermann J. Real (Hrsg.): The perennial satirist. Essays in honour of Bernfried Nugel presented on the occasion of his 65th birthday 13 September 2005 (= Human potentialities. Bd. 7). LIT, Münster 2005, ISBN 3-8258-8339-6 (Bibliographie Bernfried Nugel S. 369ff.).